# Tenuipetiolus medicaginis
Tenuipetiolus medicaginis är en stekelart som först beskrevs av Charles Joseph Gahan 1919.  Tenuipetiolus medicaginis ingår i släktet Tenuipetiolus och familjen kragglanssteklar. Inga underarter finns listade i Catalogue of Life.